# Escándalo Kejne
El escándalo Kejne fue un escándalo político en Suecia en la década de 1950, similar al Escándalo Harden-Eulenburg. El escándalo, que consistió en unos veinte procesos judiciales, fue el primero y mayor debate del Rättsröta. El principal tema del escándalo era el supuesto peligro que podía surgir de una mafia homosexual secreta, en la que estarían implicados los círculos más elevados de la sociedad y corrompería a las instituciones. El escándalo tuvo una gran influencia en la actitud de la sociedad sueca frente a la homosexualidad, que fue rechazada cada vez más.

## Desarrollo
El pastor Karl-Erik Kejne (1913-1960), divorciado, ordenado en 1939, trabajador de la sede de la Alianza Evangélica en Estocolmo, Stadsmissionen, era un buen orador y conocido en la capital por su trabajo social con los hombres sin techo, los presos y los jóvenes. Kejne contaba entre sus amistades a redactores de periódicos, el jefe de la policía criminal de Estocolmo y el jefe de la agencia nacional encargada de las cárceles. En 1949 llegó a la conclusión de que una investigación policial por allanamiento y calumnia había sido paralizada y que, en general, la policía de la capital perseguía de forma insuficiente los asuntos relacionados con la homosexualidad. Además afirmaba que un predicador laico llamado Malmberg, del que Kejne sospechaba que era el que había realizado el allanamiento, chantajeaba a la policía y al poder público. Malmberg habría regentado un burdel de muchachos y fotografiado a clientes influyentes de forma secreta. Inicialmente, Malmberg fue declarado jefe de la mafia homosexual, denominada «liga homosexual». Más tarde se culpó a un «ministro X» de ser el dirigente.

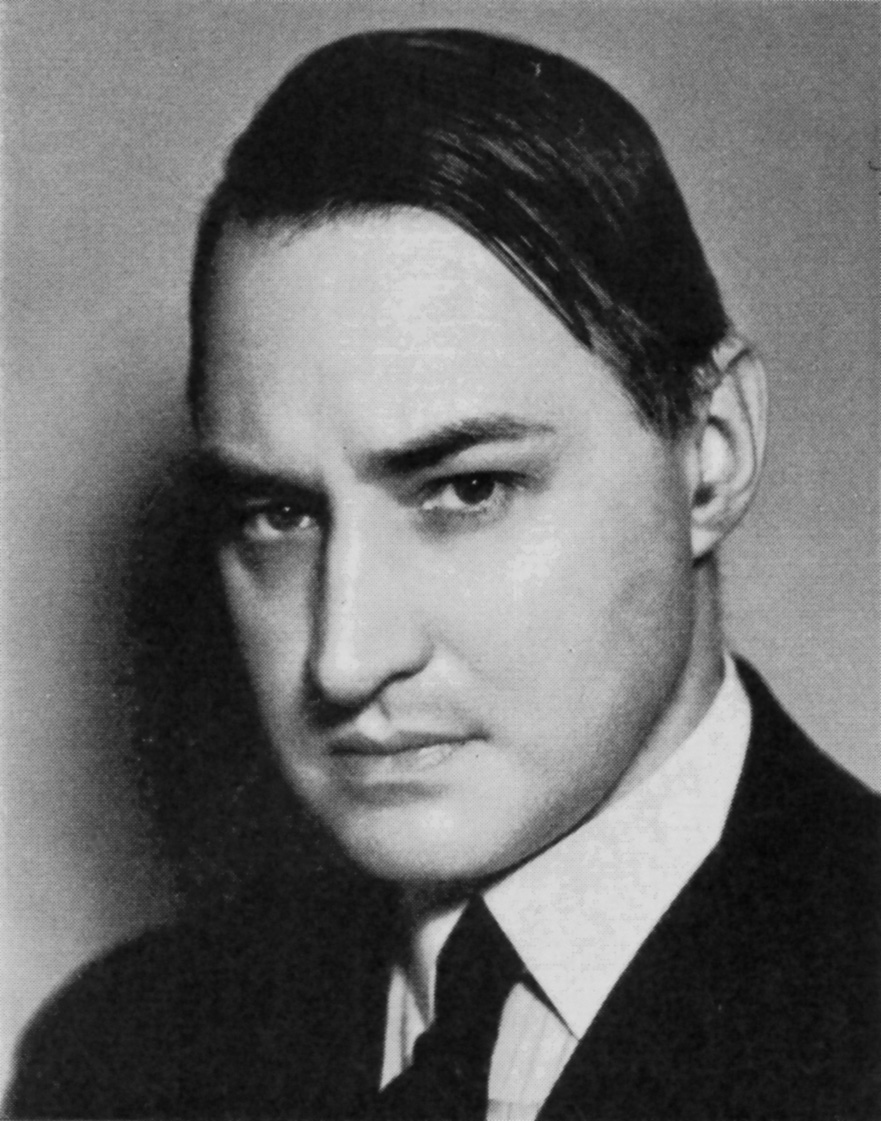
El presidente del Kammarrätt, el tribunal administrativo de apelación, Nils Quensel. Su compromiso filantrópico llevó a rumores de que tenía que ser uno de los homosexuales chantajeados.

Con amigos, Kejne discutía sobre como se podría destapar esa mafia y en marzo de 1950 encabezó una campaña en la prensa, que inicialmente trató sobre la prostitución de muchachos, pero que tras unos pocos meses se concentró en la supuesta mafia homosexual. El asunto levantó un gran interés en todo el país. En la prensa se afirmaba que las denuncias de Kejne contra Malmberg también incluían homosexualidad. La policía local comenzó de nuevo a investigar y pudo llevar el caso de nuevo ante el juez tras interrogar a otras 80 personas.
Poco antes del juicio, la policía había recibido información de un marinero de 19 años llamado Hellstadius, que afirmaba que, unos meses antes, había sido invitado por Kejne a su casa y este le había abordado sexualmente, ofreciéndole su cuerpo. Ya que el marinero era mayor de edad, no se trataba de homosexualidad «criminal». La policía enfrentó a Kejne con el marinero en su casa, lo que Kejne, sus amistades y la prensa consideraron un gran escándalo. 
Unos pocos días más tarde, cuando el nombre de un ministro fue mencionado en folletos anónimos en Estocolmo, poco antes de las elecciones al parlamento, el gobierno nombró una llamada «comisión popular» en septiembre de 1950, la «comisión Kejne», bajo la dirección del fiscal real Maths Heuman.
El marinero fue condenado a tres meses de cárcel por acusación falsa. Malmberg fue condenado a cuatro meses de cárcel por fellatio con un preso de 20 años bajo su custodia, además de por calumnia. El fiscal Otto Meijer, responsable de la primera investigación, sólo fue declarado inocente en el tribunal superior de apelación.
El escándalo Kejne debe ser entendido como una adaptación sueca del terror lila del macartismo; el partido socialdemócrata, el Sveriges socialdemokratiska arbetareparti, había afianzado su posición hegemónica a principios de la década de 1930 y los comunistas sólo se podían encontrar de forma excepcional en la administración. Las principales críticas provenían de los liberales Folkpartiet liberalerna. Los miembros de la Iglesia Libre veían la legalización de la homosexualidad en 1944 como un gran error y creían que había homosexuales en la iglesia nacional. Otros grupos críticos eran los sindicalistas del Sveriges Arbetares Centralorganisation, que consideraban a los homosexuales como la «clase alta decadente» y culpaba a los socialdemócratas de haberse movido en dirección nacionalista y adaptarse al poder establecido. También se encontraban entre los críticos el escritor Vilhelm Moberg, muy conocido en la época. Según sus propias declaraciones en julio de 1951, Moberg se había ocupado durante medio año del tema, entre otros asuntos, con lo que llamaba «asesinato e incendio criminal» del año 1936, que había sido ignorado por la policía a causa de la corrupción.

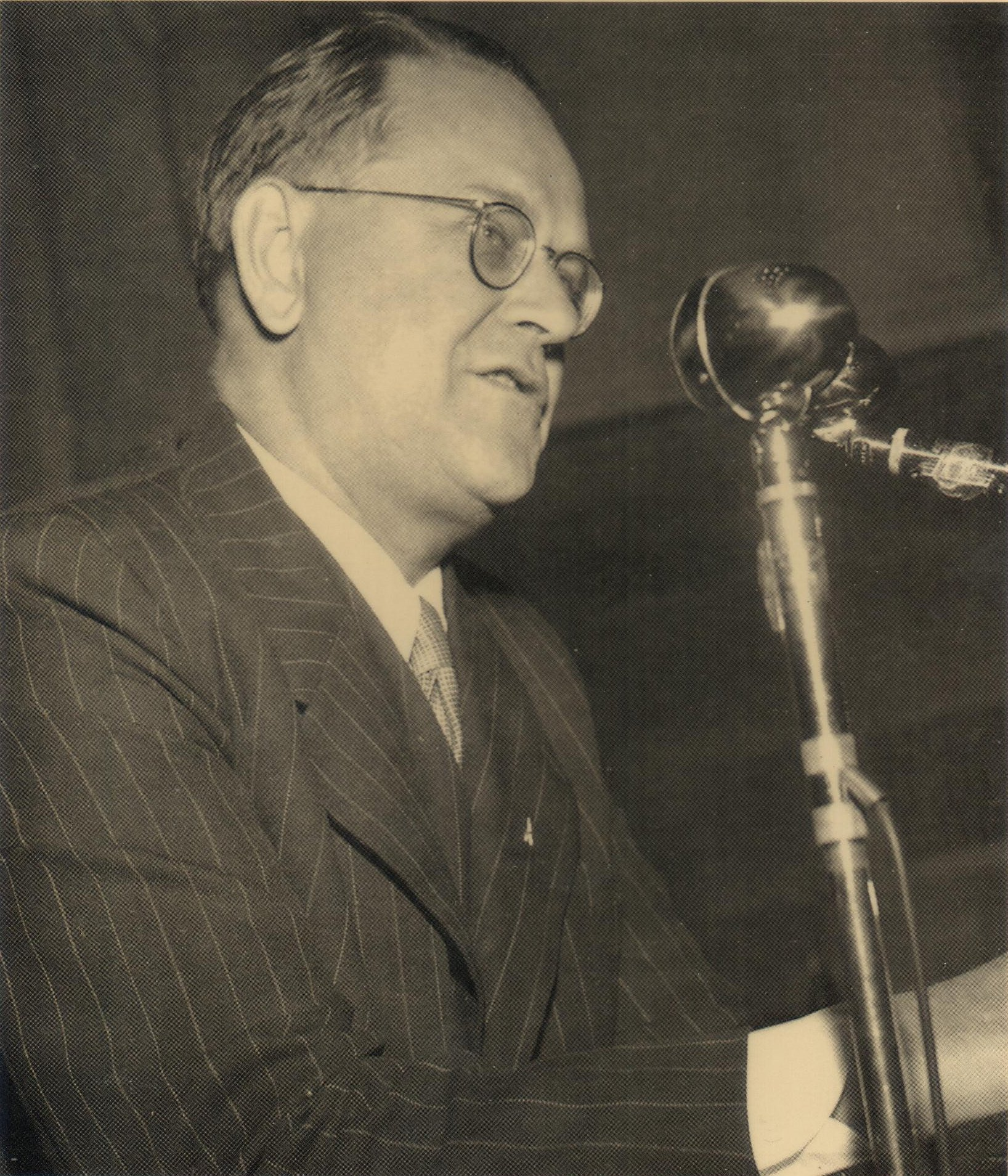
El jefe del gobierno Tage Erlander no creía, según anotaciones en su diario, los rumores, pero tuvo que buscar igualmente un sustituto para el ministro Quensel.

El escándalo Kejne dominó el debate público durante aproximadamente un año, momento en el que se publicó el informe de la comisión Kejne, en el que no se pudieron confirmar las acusaciones iniciales. A pesar de ello, el ministro que había sido mencionado, el juez Nils Quensel, se convirtió en una carga para el gobierno y dimitió. El interés de la presa se centró en el asunto Haijby.
Sin embargo, el grupo en torno a Karl-Erik Kejne intentó interesar de nuevo a la prensa por otros escándalos de homosexuales, entre ellos los escándalos Oterdahl y Karlmark, en los que dos médicos fueron acusados de actos homosexuales. El médico forense Oterdahl habría tenido un amante de 20 años viviendo en su casa, con lo que habría convertido a este en «dependiente» del médico, lo que convertía la relación en ilegal. La esposa de uno de los pacientes de Karlmark afirmó que el médico habría abusado de su marido cuando este estaba bajo hipnosis. La detención del Karlmark se convirtió en asunto del ombudsman en Suecia y hubo denuncias contra los responsables de la detención de la oficina del fiscal, que se defendió afirmando que la prensa le había presionado con «duras palabras sobre investigaciones fallidas».
Moberg trabajó durante mucho tiempo sobre el tema. Realizó disertaciones públicas, dio entrevistas, escribió ensayos, una obra de teatro y una novela. Llegó a la conclusión de que había habido un intento de asesinato de Kejne con mercurio. Kejne parece que no creyó en la teoría, al igual que e historiador Ulf Hamilton. Sin embargo, la historia del supuesto envenenamiento por mercurio se mantuvo y aparece en novelas y películas de otros autores.
Kejne fue condenado a una multa en 1956 por haber acusado a su examigo, el jefe de la policía criminal Zetterquist, de haber vigilado de forma ilegal sus llamadas telefónicas, a pesar de haber sido demostrado por las autoridades competentes que esa afirmación era falsa. Esa condena era considerablemente menos rigurosa que las que se dieron a comienzos del escándalo Kejne.

## Consecuencias
Los principales polemizadores en la prensa reconocían que estaban decepcionados con el desarrollo político de la democracia sueca tras la democratización de 1917-1921. Se quería asimilar la democracia sueca a la de Estados Unidos, eliminado el estado autoritario, la iglesia estatal y la monarquía. El escándalo Kejne fue empleado como ejemplo de la «podredumbre del estado de derecho», un resto del estado autoritario no democrático. Muchos también estaban decepcionados por el comportamiento de Suecia durante la Guerra de Invierno; según su opinión, un compromiso del lado de los aliados habría sido más correcto y honorable. Al igual que Noruega y Dinamarca, el país debía entrar en la OTAN. Aun esta por estudiar hasta que punto se intentaba, de forma consciente, mover la opinión pública en esta dirección a través del escándalo Kejne. Con la publicación del resultado de la comisión Kejne, el grupo en torno a Kejne se disgregó. Quedó claro que no se podía esperar un éxito. El intento de revelar la «podredumbre del estado de derecho» se continuó en otros debates, como el del asunto Haijby.
Una de las consecuencias del debate en la prensa fue que la homosexualidad comenzó a ser vista como una «característica» y no como un «acto», además de convertirse en tema de conversación. Los profesores, jueces y médicos homosexuales fueron considerados como un peligro para el país. Los asuntos Kejne y Haijby marcaron durante decenios la visión de la homosexualidad en el público. De la literatura, se puede concluir que la generación de homosexuales de la posguerra sufrieron las consecuencias. Bajo estas circunstancias resultaba problemático reconocer sus propias tendencias homosexuales. Pero los estudios también señalan que los homosexuales «adultos» de la década de 1950 sólo se vieron afectados de forma personal en casos excepcionales. La mayoría vivía de forma discreta y habían encontrado su identidad sexual hacía tiempo. Profesiones en las que los homosexuales estaban establecidos y en las que eran aceptados internamente, no fueron «purgadas». La homosexualidad femenina estuvo mucho menos afectada por el escándalo que la masculina.
El partido socialdemócrata estuvo en el gobierno ininterrumpidamente hasta 1976. Las cuestiones sobre la homosexualidad sólo se trataron bajo el gobierno y la mayoría parlamentaria conservadora.

## Valoraciones
El redactor del periódico de la iglesia estatal Vår Kyrka, Ingmar Ström, que posteriormente sería nombrado obispo, ya pertenecía en octubre de 1950 a los pocos que criticaban al grupo de medios de comunicación que apoyaban la campaña de Kejnes. Ström criticaba sobre todo que se hubiese roto el secreto de confesión y el octavo mandamiento.

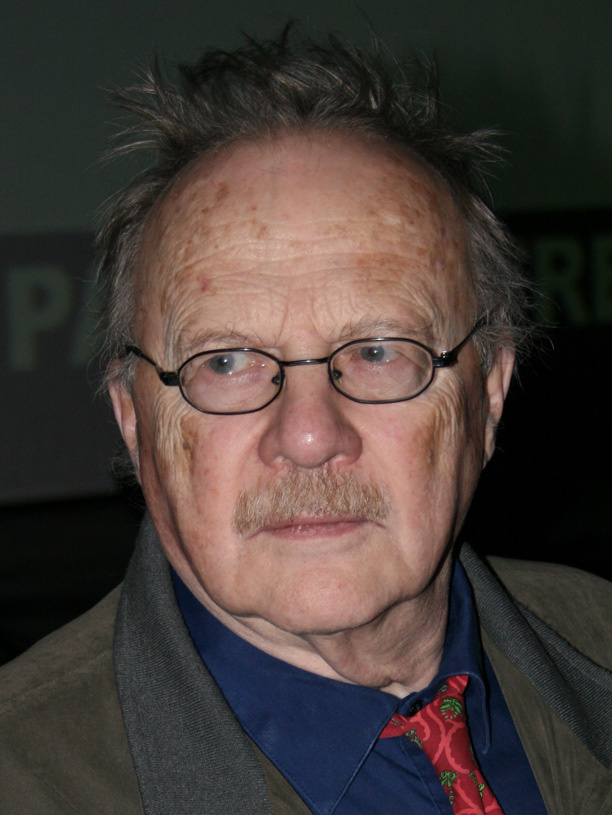
El crítico social Jan Myrdal (dic. 2007).

El jefe de la policía criminal de Estocolmo, Zetterquist, retirado, dedicó 65 páginas de sus memorial al escándalo Kejne. El libro, que se publicó en 1957 y vio tres ediciones, fue hasta finales de siglo la crítica más conocida del escándalo Kejne. Zetterquist opinaba que el escándalo había sido de hecho un escándalo jurídico, pero no como se afirmaba en la prensa. Zetterquist reconocía que él, como amigo de Kejnes en otoño de 1949, había contribuido a que la policía mostrase un interés exagerado en el asunto. Bajo la presión del debate periodístico, Kejne fue tratado de forma preferencial por el sistema judicial. La igualdad ante la ley habría sido violada. Zetterquist también criticó los ataques a Quensel de la comisión oficial. La comisión habría extendido una cantidad aplastante de rumores difamantes sobre el cristiano filántropo. 
En 1980 se editaron de forma póstuma las memorias del relativamente desconocido activista Eric Thorsell. Thorsel, que pertenecía al movimiento de trabajadores abstemios y socialdemócratas, había trabajado como voluntario sobre temas de educación sexual durante seis meses en 1931-32 en el Institut für Sexualwissenschaft en Berlín. Durante el escándalo, Thorsell tomó contacto con implicados de ambas partes y habría entregado sus resultados de su «investigación privada» a la policía y la comisión Kejne. Thorsell coincide en general con Zetterquist, pero se expresa de forma más clara y da paralelos históricos. El lector no puede evitar la impresión de que Thorsell critica al tribunal de apelación por haberse dejado impresionar por la histeria periodística para la evaluación de las pruebas y la aplicación de las penas.
Según Thorsell, Malmberg no habría sido conocido en los ambientes homosexuales antes del debate en la prensa. Sin embargo, habría habido rumores sobre Kejne desde hacía una década, que habrían sido comunicados por las personas del ambiente a la policía. Malmberg no pudo haber sido la fuente de los rumores y las pruebas contra él, tanto de la extensión de los rumores sobre Kejne, como sobre su homosexualidad, eran muy débiles. Ante el juez, el testigo habría tenido que cambiar cinco veces su declaración sobre la felación porque la defensa había mostrado que sus afirmaciones no podían ser ciertas.
Los escritos de Mobergs fueron reeditados posteriormente. En la década de 1990, Jan Myrdal alabó la actitud de Moberg en el escándalo Kejne. No fue hasta 1995 que el periódico sindical Arbetaren publicó una disculpa, se habría interpretado el escándalo como una «cuestión de clase», que ligaba homosexualidad y nazismo, e interpretado a Malmberg como un nazi local. Los sindicalistas no vieron que Kejne también tenía tendencias homosexuales y que el político nazi Per Engdahl tenía conexiones con Kejne.
En 1997 Johan Norberg, desde 2007 fellow del Instituto Cato, una biografía sobre Moberg desde el punto de vista libertario. Según Norberg, Moberg habría sospechado del poder, sobre todo del estado. Moberg habría entendido que también la mayoría democrática puede abusar de su poder y habría luchado contra la opresión nacida de la «podredumbre del sistema judicial». Los crímenes habrían sido ignorados y Moberg habría exigido una investigación pública.
A finales de la década de 1990 aparecieron algunos artículos que trataron y desmintieron algunos de los aspectos de la argumentación del grupo en torno a Kejne.